# 早野久美子
早野 久美子（はやの くみこ、1973年10月31日 - ）は、日本の元レースクイーンであり、モデルである。イベントコンパニオンなどとして各種展示会などでも活動した。

## 略歴・人物
1973年（昭和48年）、千葉県生まれ。趣味は、旅行、ショッピングと音楽鑑賞。
1997年（平成9年）、『FKマッシモ』のレースクイーンとなる。続いて翌1998年（平成10年）には、『ネッツ・トヨタ プリンセス』、及び『シオノギ TEAM NOVA Sunkistギャル』、1999年（平成11年）には、『K-1 ガール』を務めた。さらに、2000年（平成12年）には、『カーポイント イメージガール』に就任したほか、東京オートサロンでは『ゼロスポーツ』ブースのメインモデルとして活動した。2001年（平成13年）、『ロデオドライブ』レースクイーンのほか、東京モーターショーでのコンパニオン（パイオニア）、2002年（平成14年）にも東京オートサロンでの『ゼロスポーツ』モデルを務めた。2004年（平成16年）、スーパー耐久において『K-STADIUM』レースクイーンを務めた。
高島優子のブログによると、現在は結婚し、2006年に子供が生まれているとのこと。

## 出演
- 『レースクイーン 1997-1998  フルスペック PART-2』 （VHSビデオ、1997年、ポニーキャニオン）
- 『Go！Go！レースクィーン Hot Catalogue Vol.1』（1997年、KKコスミック）
- 『GALS PARADISE Vol.6』 （VHSビデオ、1998年、三栄書房）
- 『レースクイーン 1997-1998 ベスト30写真集』 （1998年、扶桑社）
- 『Angel Kiss 99 FACE VISUAL SELECTION BEST9』（1999年、メディアックス）